# Grafische grammatica
Grafische grammatica (Frans: Sémiologie graphique) is een term bedacht door de Franse cartograaf Jacques Bertin.
In 1967 beschreef Bertin in zijn boek "Sémiologie graphique" hoe gegevens uit de omgeving (ruimtelijke gegevens) op de meest praktische manier kunnen worden weergegeven. Van belang daarbij is te kijken naar de visuele variabelen. Bertin omschreef er acht.

## Visuele variabelen
De eerste variabelen die Bertin gebruikt bij de grafische grammatica zijn de geografische component: de dimensies van een plattegrond (kaartvlak). De symbolen die wordt gebruikt op de kaart wordt weergegeven met behulp van de andere zes variabelen. Deze variabelen worden door Bertin wel de "Retinale" variabelen genoemd. Deze variabelen zijn onder meer de vorm van het object, de kleur (grijswaarde en grein) de richting van het object en de grootte. Elke variabele kan worden onderscheiden door de specifieke eigenschap die ze met zich mee dragen.

## Schaalniveaus
In zijn boek maakt Bertin gebruik van verschillende schaalniveaus. De indeling geschiedt aan de hand van de waarnemingseigenschappen van de symbologie (deze geven de gegevens die de kaart moet weergeven weer).
Geels (1987) schrijft daarover het volgende:
- nominale schaal, gebaseerd op identiteit: het is mogelijk om gelijksoortige symbolen afzonderlijk van de overige symbolen waar te nemen.
- ordinale schaal, gebaseerd op orde: het is mogelijk om de symbolen te rangschikken in een eenduidige volgorde.
- intervalschaal, gebaseerd op afstand: het is mogelijk om het rekenkundige verschil tussen twee symbolen te bepalen.
- ratioschaal, gebaseerd op verhouding: het is mogelijk om de verhouding van twee symbolen te schatten.

## Retinale variabelen
Bertins streven is het verkrijgen van een optimaal beeld van het doel van een kaart. Wat is het doel van de auteur en wat zegt de kaart daarover. Bertin schrijft in zijn boek dat bij het karteren van de gegevens voor de kaart, altijd gekozen moet worden uit een van de retinale variabelen die het beste bij het onderwerp van de kaart past, en tevens het doel onderschrijft.
Bertin onderscheidt in zijn boek zes verschillende retinale variabelen, die elk een eigen kenmerk hebben.
Zo zijn er variaties in de grootte van een object mogelijk, om verhoudingen van die objecten aan te geven. De grootte van deze objecten wordt weer gegeven in variatie van de dimensie van de gebruikte symbolen. 
In andere gevallen is het mogelijk om verschillen of variaties aan te geven in grijswaarden. De teint van een symbool kan bijvoorbeeld een dichtheid aangeven. Grein is ook een variatiemogelijkheid: Stel dat er meerdere objecten zijn met een gelijk kenmerk, dan kan men door middel van het toekennen van een bepaald grein deze overeenkomstige gebieden duiden. Naast grein is ook kleur een mogelijke variatiemethode. Deze techniek wordt vooral toegepast in moderne kaarten waarbij het doel is om verschillen in dichtheid weer te geven. Echter bedoelt Bertin hiermee de mogelijkheid om symbolen selecteerbaar te maken. De onderlinge diversiteit wordt zo zichtbaar.
Wanneer er sprake is van variaties in de richting van een object kan met door middel van symbolen aangeven in welke richting bijvoorbeeld een verplaatsing plaatsvindt (denk hierbij bijvoorbeeld aan migratiestromen)
Als laatste noemt Bertin de variaties in vorm. Hiermee maak je symbolen op de kaart identificeerbaar.